# Савара (народ)

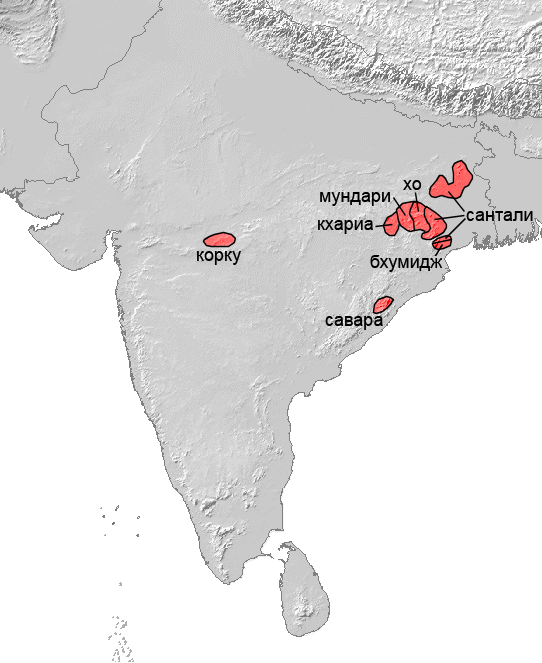
Карта распространения савара и других языков мунда в Индии

Савара (сора, саора, соура, сабара) — народ в Индии, проживающий в основном в штате Орисса. Небольшие группы савара живут в штатах Бихар, Мадхья-Прадеш и Махараштра. Общая численность — 340 тыс. человек.
Савара являются вторым по численности народом в районе Райягада индийского штата Орисса, также живут в районах Карапут и Гаджапат.

## Язык
Язык савара (сора) принадлежит к ветви мунда австроазиатской языковой семьи.

## Традиционный уклад жизни

### Одежда
Мужчины савара носят дхоти, подпоясанные длинным поясом, концы которого свешиваются сзади.
Женщины носят сари.

### Социальная организация
Эндогамия племени сочетается с экзогамией входящих в него родов. Род савара носит название Биринда, и обычно являет собой объединение потомков общего предка-мужчины (4-5 поколений). Практикуется многоженство и выкуп за невесту.
Светский глава племени носит название гоманго (Gomango), религиозный — байя (Buyya). Функции судей выполняют мондал (Mondal), райто (Raito) и барик (Barik). Все эти должности являются наследственными.
Савара холмистых областей обычно делятся на субплеменные структуры на основании рода занятий: Джати Савара — земледельцы, Арси — ткачи, Мули — кузнецы, Киндал плетут корзины, а Кумби — гончары.

### Религиозные верования
Часть савара исповедуют христианство, часть — индуизм, но традиционные верования продолжают играть большую роль в жизни народа. До сих пор часть племени поклоняется духам предков, божествам природы. Практикуются жертвоприношения животных, множество языческих праздников сохранились и празднуются.

### Хозяйство
Основа хозяйства савара — переложное и террасное земледелие. Выращиваются зерновые и бобовые культуры.

### Ремесла
Савара искусны в ткачестве, обработке железа, плетении корзин и гончарном деле. Они также знамениты своими картинами — эдитал (idital).